# Merzdorf
Merzdorf er en kommune i landkreis Elbe-Elster i den tyske delstat Brandenburg. Byen tilhører Amt Schradenland med sæde i Gröden.
- Wikimedia Commons har flere filer relateret til Merzdorf